# Jean-Baptiste Charcot

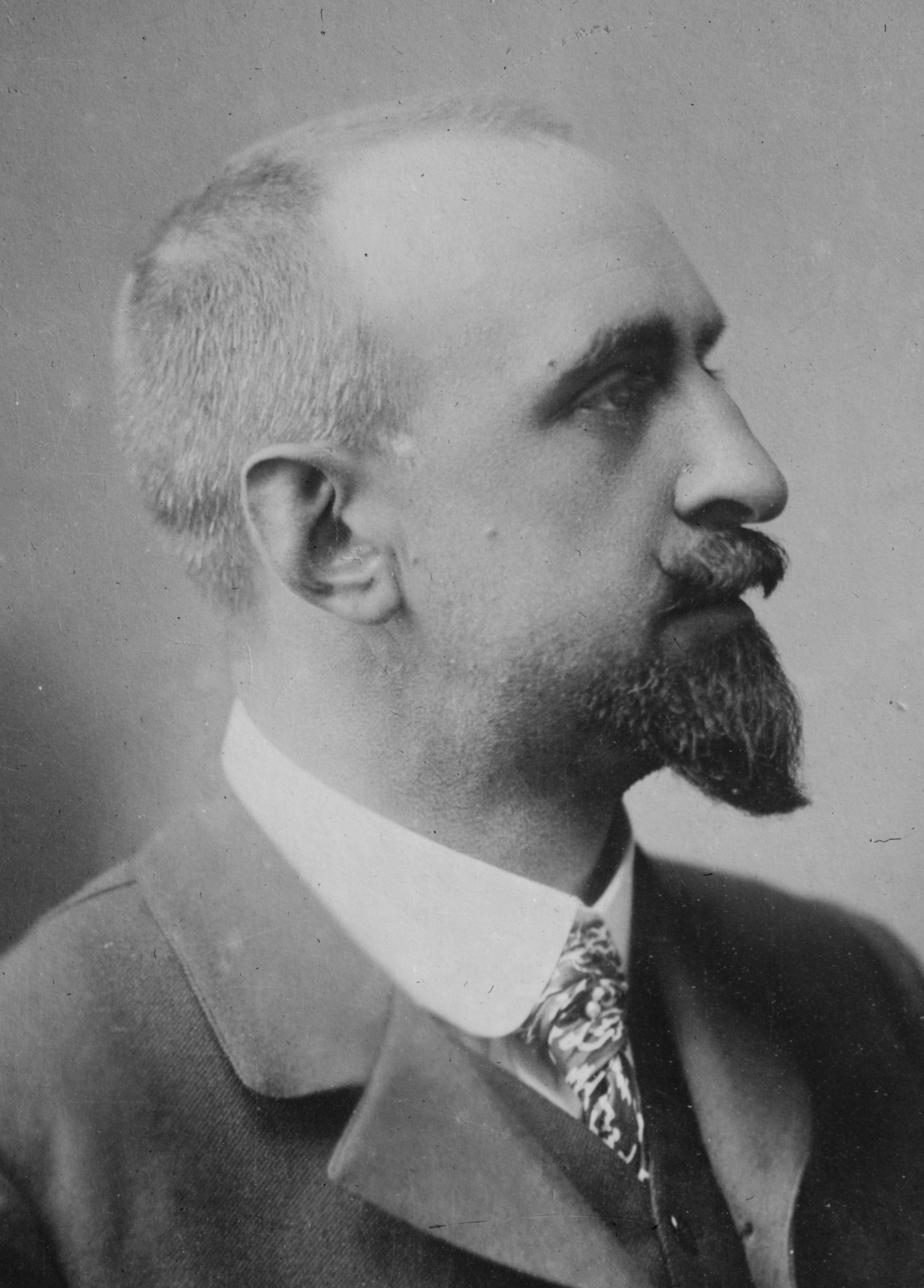
Jean-Baptiste Charcot

Jean-Baptiste Étienne Auguste Charcot (* 15. Juli 1867 in Neuilly-sur-Seine; † 16. September 1936 vor der Küste Islands) war ein französischer Wissenschaftler, Arzt und Polarforscher. Er unternahm zwei Entdeckungsfahrten in die Antarktis.

## Leben

### Frühe Jahre und Familie
Jean-Baptiste Charcot war ein Sohn des berühmten Neurologen Jean-Martin Charcot. Er besuchte die Pariser École Alsacienne und wurde anschließend, dem Willen seines Vaters folgend, Arzt. Nach dem Tod der Eltern 1893 und 1895 erbte er ein beträchtliches Vermögen, das es ihm erlaubte, seinem Interesse für das Meer und die Seefahrt nachzugehen. Er schloss nach dem Medizinstudium und der vierjährigen praktischen Ausbildung an Pariser Krankenhäusern zwar noch 1895 seine Promotion ab, gab die Medizin aber drei Jahre später endgültig auf. In dieser Zeit spielte er auch auf hohem Niveau Fünfzehner-Rugby: Mit dem von ihm gegründeten Club L’Olympique wurde er 1895 Vizemeister und im Jahr darauf französischer Meister.
1896 heiratete er Jeanne Hugo (1869–1941), eine Enkelin des Schriftstellers Victor Hugo, die 1895 von Léon Daudet geschieden worden war. Nach einem Streit im Theater kam es zwischen Daudet und Charcot zum Duell, bei dem ersterer leicht verletzt wurde. Über seine Ehefrau war Charcot verschwägert mit dem Politiker und zweimaligen Marineminister Édouard Lockroy (1840–1913). Seine Schwester Jeanne (1865–?) war die dritte Ehefrau von Alfred Edwards (1856–1914), dem Eigner der einflussreichen Zeitung Le Matin, und seine Halbschwester Marie Durvis (1854–1936) die Ehefrau des französischen Premierministers von 1899 bis 1902, Pierre Waldeck-Rousseau.
1898 begleitete Charcot den US-amerikanischen Multimillionär Cornelius Vanderbilt II (1843–1899) auf dessen Yacht Catania auf einer Reise entlang der afrikanischen Mittelmeerküste und auf dem Nil. Vanderbilt zahlte ihm dafür ein Arzthonorar von täglich 20 £. Bei den zweiten Olympischen Spielen der Neuzeit belegte Charcot im Jahr 1900 in zwei Segeldisziplinen jeweils den zweiten Platz.

### Erste Antarktisexpedition 1903–1905

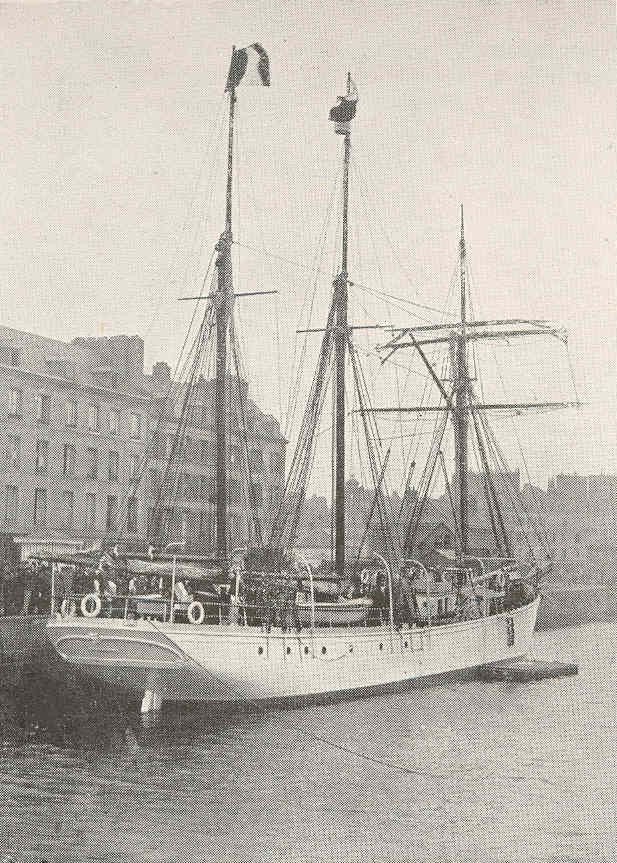
Die Français 1903 im Hafen von Le Havre

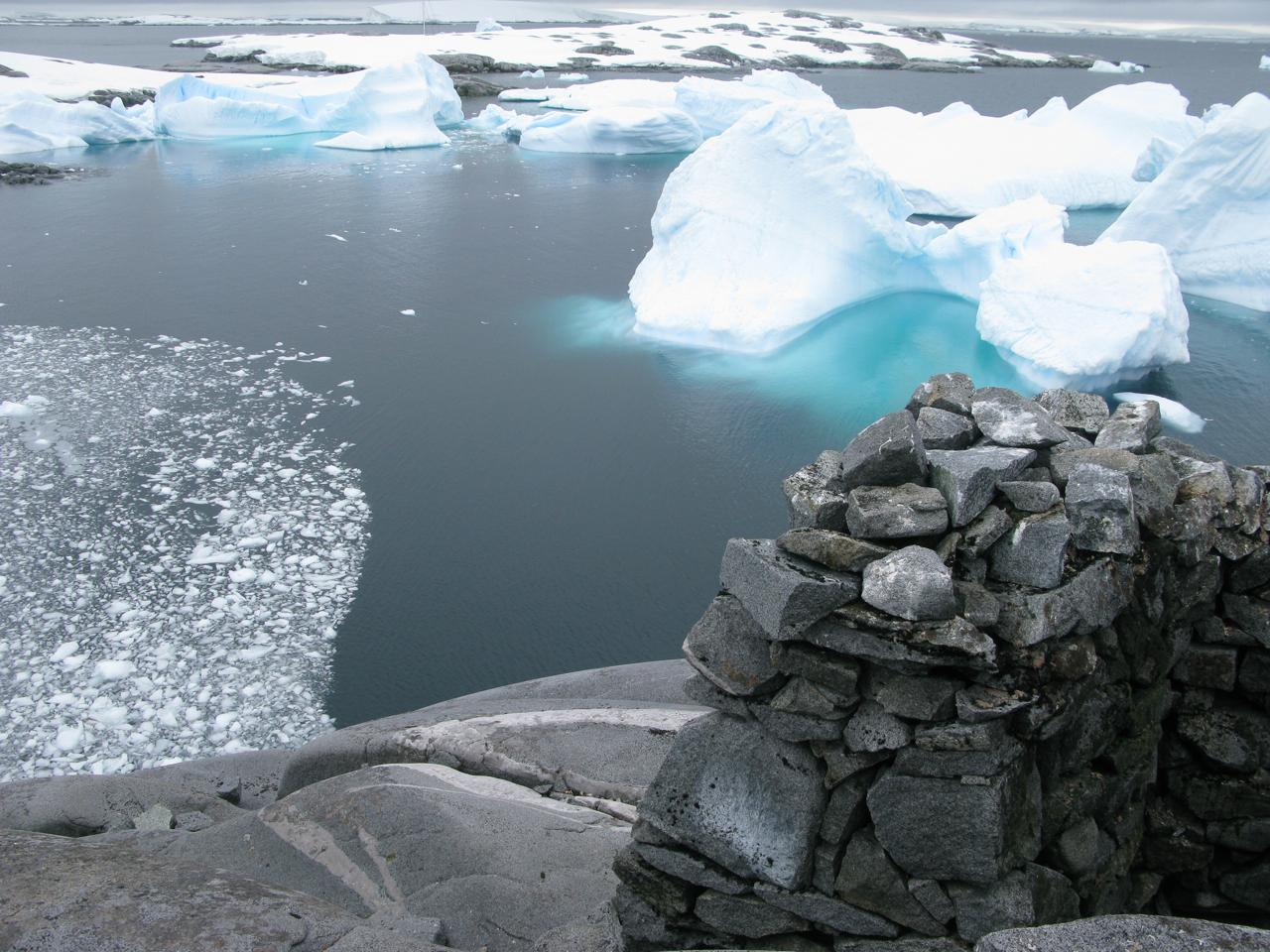
Booth-Insel: Port Charcot mit Charcots Steinmann

Mit seinen Yachten, die er meistens Pourquoi Pas? (deutsch Warum nicht?) nannte, unternahm Charcot Reisen nach England, Irland, den Shetland-Inseln und Färöer. 1902 segelte er mit der Rose-Marine auch nach Island und Jan Mayen, wo er seine Liebe zur Arktis entdeckte. Mit seinem neuen Schiff, dem Drei-Mast-Schoner Français, wollte er 1903 nach Nowaja Semlja fahren. Das Ausbleiben von Otto Nordenskjölds Schwedischer Antarktisexpedition ließ ihn jedoch seine Pläne ändern und eine Rettungsexpedition in die Antarktis unternehmen. Den finanziellen Mehrbedarf versuchte er durch eine Spendensammlung unter den Lesern von Le Matin zu decken. Schließlich beteiligte sich auch der französische Staat an der Finanzierung. Als Experten konnte Charcot Adrien de Gerlache de Gomery gewinnen, der von 1897 bis 1899 die Belgica-Expedition geleitet und als Erster in der Antarktis überwintert hatte.
Die Français verließ Le Havre am 15. August 1903 und erreichte Pernambuco am 19. Oktober. Unstimmigkeiten über den Expeditionsplan führten dazu, dass Gerlache und zwei Wissenschaftler das Schiff verließen und nach Europa zurückkehrten. In Buenos Aires musste Charcot in der letzten Novemberwoche erfahren, dass Nordenskjöld bereits von der argentinischen Korvette Uruguay gerettet worden war. Wertvolle Hinweise von Nordenskjöld, dessen Kapitän Carl Anton Larsen und dem Leiter der Schottischen Antarktisexpedition, William Speirs Bruce, halfen Charcot, einen neuen Expeditionsplan aufzustellen, der auf den Entdeckungen der früheren Expeditionen im Gebiet der Antarktischen Halbinsel basierte. Er wollte zunächst die Inseln an der Gerlache-Straße erforschen und so weit südlich wie möglich einen Platz zum Überwintern finden. In der zweiten Saison sollte versucht werden, weiter nach Süden vorzudringen oder, wenn das nicht möglich sein sollte, die Antarktische Halbinsel Richtung Osten zu überqueren. Die argentinische Regierung ließ Charcot großzügige Unterstützung zuteilwerden. Ihm wurde zugesagt, sein Schiff in Ushuaia gratis mit Kohle zu versorgen und ihm die Schlittenhunde zu leihen, die Nordenskjöld seinen Rettern auf der Uruguay übergeben hatte. Zudem wurde die beschädigte Schiffsschraube repariert. Argentinien verpflichtete sich darüber hinaus, im nächsten Sommer ein Schiff zu schicken, um nach Charcot oder Nachrichten von ihm zu schauen.
Am 23. Dezember verließ die Français Buenos Aires und erreichte am 10. Januar 1904 Ushuaia. An Smith Island vorbei gelangte die Expedition zum Eingang der Gerlache-Straße, wo sie sich westlich hielt und die seeseitigen Küsten der Inseln Brabant und Anvers kartierte. Nach dem Platzen eines Wasserrohrs wurde die Français am 7. Februar in die Flanders Bay gesteuert, wo die nötigen Reparaturmaßnahmen innerhalb von elf Tagen ausgeführt wurden. Auf der Suche nach einem Ort für das Hinterlegen von Nachrichten – Charcot wählte schließlich die Casabianca-Insel – entdeckte die Expedition Port Lockroy, einen natürlichen Hafen an der Westseite der Wiencke-Insel. Weiter nach Süden vorstoßend geriet die Français in schweres Eis. Die Expedition fand einen geschützten Hafen (Port Charcot) für die Überwinterung auf der Booth-Insel.
Am 24. November begann Charcot mit vier Männern eine elftägige Exkursion mit dem Beiboot. Über die Petermann-Insel kamen sie bis zur Küste von Grahamland und bestiegen einen Berg am Kap Tuxen. Erst Ende Dezember 1904 kam die Français wieder frei. Bei der Vermessung der Anvers-Insel benannte Charcot deren höchsten Berg nach seinem Schiff Mount Français. Getrieben durch nordöstliche Stürme setzte die Expedition ihren Weg nach Südwesten fort, und am 11. Januar 1905 kam die etwa 100 km entfernte Alexander-I.-Insel in Sicht. Bei 67° 25′ S traf Charcot auf festes Packeis und konnte nicht weiter nach Süden vordringen. In nordöstlicher Richtung fuhr das Schiff weiter bis vor die Küste der Adelaide-Insel, wo es auf einen Felsen lief. Nur mit Not und ständigem Abpumpen des eindringenden Wassers erreichte die Français Port Lockroy am 29. Januar, wo die Crew zehn Tage mit Reparaturarbeiten beschäftigt war. Am 5. März ankerte das Schiff im Hafen von Puerto Madryn und kam am 22. März nach Buenos Aires, wo es direkt ins Trockendock gelegt wurde. Charcot verkaufte die Français an Argentinien und kehrte auf der Algérie nach Frankreich zurück, wo ihm ein triumphaler Empfang bereitet wurde. Die wissenschaftliche Ausbeute der Expedition war beträchtlich. Etwa 1000 km Küstenlinie waren kartiert worden, und die wissenschaftlichen Ergebnisse füllten schließlich achtzehn Bände.
Jeanne Charcot hatte bereits im Februar 1905 die Scheidung eingereicht, da Charcot sie verlassen hätte. Am 24. Januar 1907 heiratete er erneut. Seine zweite Frau Marguerite Cléry (1874–1960) war Kunstmalerin. Das Paar hatte zwei Töchter.

### Zweite Antarktisexpedition 1908–1910

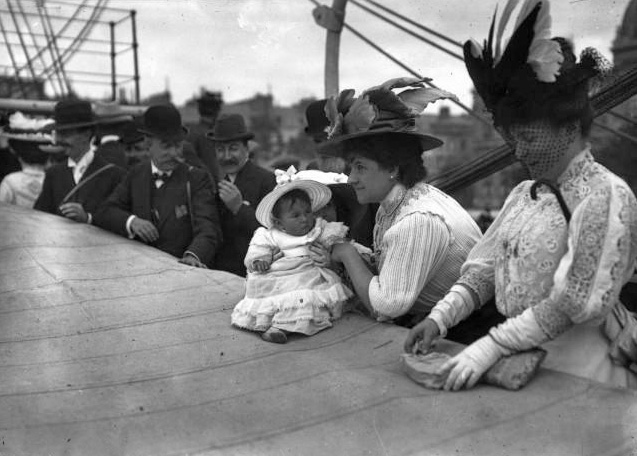
Marguerite Charcot 1908 mit Kind auf der Brücke der Pourquoi Pas?

Route der Pourquoi Pas? 1908–1910

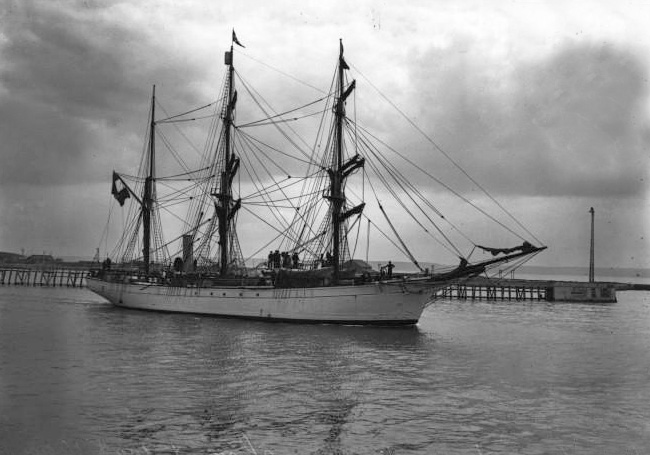
Die Pourquoi Pas? am 15. August 1908

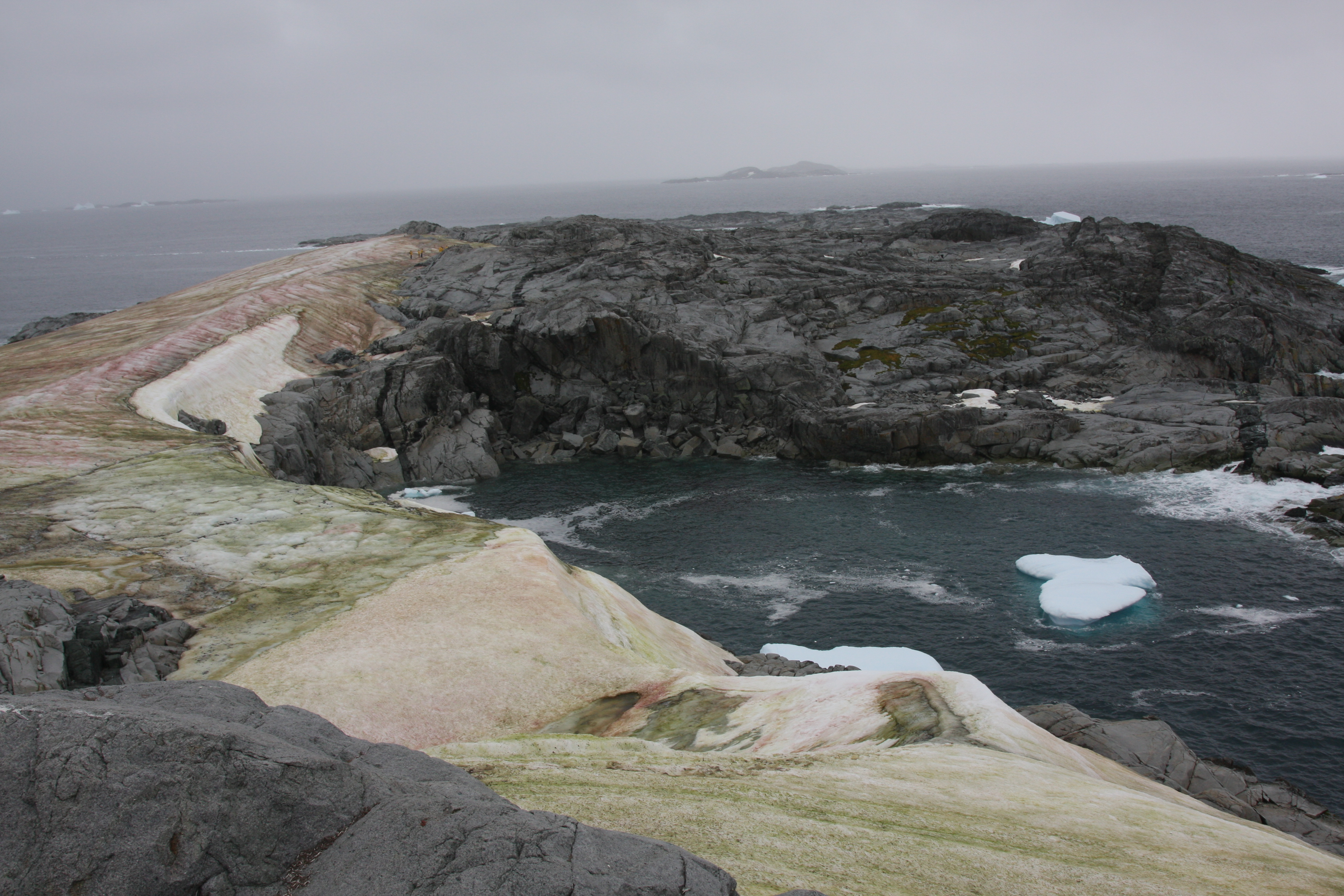
Port Circumcision, wo die Pourquoi Pas? 1909 überwinterte

Unmittelbar nach der Rückkehr aus der Antarktis begann Charcot mit den Planungen für eine zweite Expedition. Er wollte seine Forschungen dort fortsetzen, wo er sie hatte abbrechen müssen. Insbesondere beschäftigte ihn die Frage, ob Antarktika ein Kontinent oder nur eine Gruppe eisbedeckter Inseln sei. Die Finanzierung bereitete diesmal weniger Probleme, allein die französische Regierung bewilligte ihm 600.000 Franc. Von François Gautier in Saint-Malo, der schon die Français gebaut hatte, bestellte er sich ein neues Schiff, das er wieder auf den Namen Pourquoi Pas? taufte. Die Drei-Mast-Bark mit einer 450-PS-Maschine lief am 18. Mai 1908 vom Stapel.
Die Expedition verließ Le Havre am 15. August. An Bord war auch Marguerite Charcot, die ihren Mann bis Punta Arenas begleitete, das die Pourquoi Pas? am 16. Dezember verließ. Schon sechs Tage später passierte das Schiff die Smith-Insel und lief in den Hafen von Deception Island ein, wo mehrere norwegische Walfänger vor Anker lagen. Nach Übernahme von 30 t Kohle wurde die Fahrt am 25. Dezember fortgesetzt. Vier Tage später erreichte die Pourquoi Pas? bereits Port Charcot, wo die Français 1904 überwintert hatte. Am 1. Januar 1909, dem Tag der Beschneidung Christi, entdeckte Charcot einen geschützten Hafen auf der Petermann-Insel, den er Port Circumcision nannte. Eine auf wenige Stunden angelegte Fahrt mit dem Motorboot zum Kap Tuxen wurde Charcot fast zum Verhängnis, als das Boot im Eis eingeschlossen wurde. Erst nach drei Tagen gelang es, die hungernden und frierenden Männer wieder an Bord zu nehmen. Unmittelbar darauf lief das Schiff auf ein Riff und kam erst nach Stunden bei Flut wieder frei. Obwohl die Pourquoi Pas? Schaden genommen hatte, war sie doch stabil genug, die Reise fortzusetzen.
Mitte Januar kartierte die Expedition die Adelaide-Insel, wobei sich herausstellte, dass diese weitaus größer als bislang angenommen war. Die neu entdeckte große Bucht zwischen der Adelaide-Insel im Norden, der Alexander-I.-Insel im Süden und der Fallières-Küste der Antarktischen Halbinsel im Osten benannte Charcot nach seiner Frau Marguerite Bay. Die Bucht nach Süden durchquerend näherte sich das Schiff der Alexander-I.-Insel bis auf zwei Meilen Abstand, musste dann aber umkehren. Die Expedition begab sich für den Winter nach Port Circumcision. Die enge Hafeneinfahrt wurde durch Stahltrossen gesichert, um Eisberge, die der Pourquoi Pas? hätten gefährlich werden können, davon abzuhalten in die Bucht zu treiben. Auf der Insel stellten die Wissenschaftler vier Hütten für die wissenschaftlichen Instrumente auf und verlegten Stromkabel für deren elektrische Beleuchtung. Solange es das Wetter zuließ, wurden Bootsfahrten zu den benachbarten Inseln unternommen.
Im Winter traten unter den Expeditionsteilnehmern einzelne Fälle von Vitaminmangelerkrankungen auf. Besonders Charcot und René-Émile Godfroy (1885–1981) litten ab Ende Juni unter geschwollenen Beinen, Angstzuständen und später auch Ödemen. Henry Raymond Guly zufolge handelte es sich dabei um die „feuchte“ Form der Beriberi. Im September kamen erste Symptome des Skorbuts hinzu. Charcot behandelte sie durch den Verzehr von frischem Robben- oder Pinguinfleisch und das Trinken von Zitronensaft.
Im südlichen Frühling wurden die Exkursionen wieder aufgenommen. Da Charcot noch immer krank war, wurde die bemerkenswerteste vom Geologen Ernest Gourdon (1875–1955) geleitet. Vom 18. September bis 2. Oktober waren die fünf Männer in Grahamland unterwegs, um einen Beweis für dessen vermuteten Inselcharakter zu finden. Da es misslang, einen der Küstengletscher zu ersteigen, blieb die Frage ungeklärt. Während der nächsten Wochen wurden weitere kleinere Exkursionen in die nähere Umgebung unternommen, behindert dadurch, dass mehrere Männer sich krank fühlten.
Am 25. November erlaubten es die Eisverhältnisse der Pourquoi Pas? endlich, ihren schützenden Hafen zu verlassen. Charcot steuerte zunächst Deception Island an, um die Kohlevorräte aufzufüllen. Ein norwegischer Taucher fand am Schiffsrumpf ernste Schäden und riet von einer Weiterfahrt ab. Charcot entschloss sich aber, die Expedition fortzusetzen. Am 23. Dezember nahm das Schiff Kurs auf die Hope Bay, wurde aber vom Eis abgehalten, diese zu erreichen. Einen Tag später umrundete es Bridgeman Island, das Gourdon und Godfroy als Erste betraten, und steuerte dann die Südküste von King George Island an. Über Deception Island fuhr die Pourquoi Pas? direkt in Richtung Alexander-I.-Insel und in westlicher Richtung weiter, wo am 10. Januar 1910 eine Insel entdeckt wurde, die heute nach dem Vater des Entdeckers Charcot-Insel genannt wird. Weiter nach Westen fahrend, gelang die erste Sichtung der Peter-I.-Insel seit ihrer Entdeckung durch Fabian von Bellingshausen im Jahr 1821. Charcot erreichte eine geographische Breite von 70° 30′ S, wurde jedoch von dichtem Packeis daran gehindert, sich der Küste des antarktischen Kontinents weiter zu nähern. Am 22. Januar steuerte Charcot das Schiff nach Norden und lief am 11. Februar in den Hafen von Punta Arenas ein.
Die Ergebnisse der Expedition bestätigten Charcots Rang als bedeutender Entdecker. 2000 Kilometer Küstenlinie waren aufgeklärt worden, und die Bearbeitung der wissenschaftlichen Daten füllte schließlich 28 Bände. Die Royal Geographical Society verlieh ihm 1911 die Patron’s Medal für seine wissenschaftlichen Arbeiten während beider Antarktisexpeditionen.

### Arktisforschung

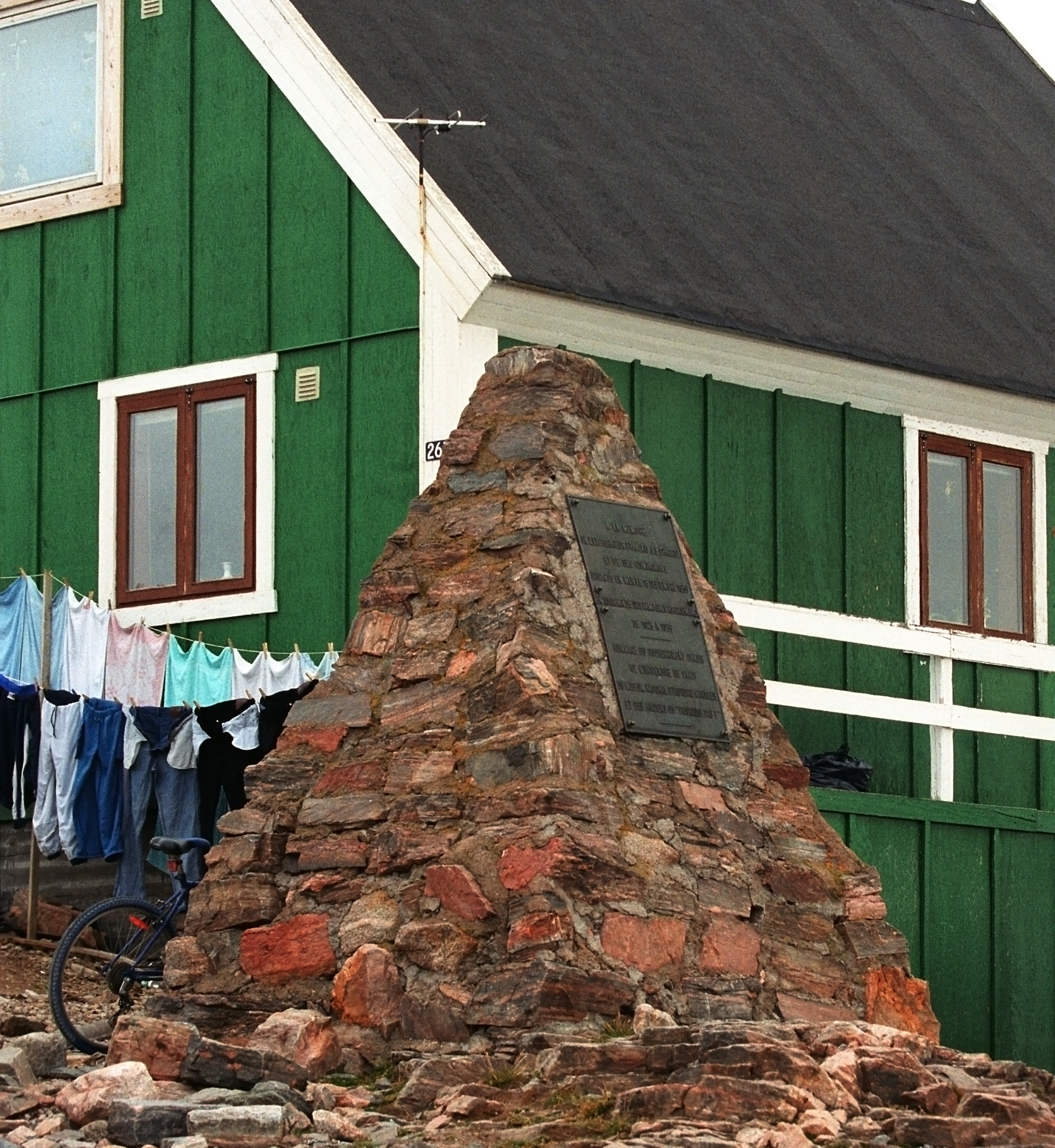
Gedenktafel für Jean-Baptiste Charcot in Ittoqqortoormiit

Die III. Sektion der Pariser École pratique des hautes études (Naturwissenschaften und Physiologie) ernannte Charcot 1911 zum Direktor des Labors für Meeresforschung.
Nach seiner zweiten Reise kehrte Charcot nie mehr in die Antarktis zurück. Er arbeitete aber regelmäßig in den nördlichen Polargebieten. 1912 fuhr er mit Gourdon auf der Pourquoi Pas? nach Jan Mayen und studierte die vulkanische Aktivität der Halbinsel Eggøya, die von der nördlichen Hälfte eines alten Kraters gebildet wird. 1913 kehrten sie für weitere Studien nach Jan Mayen zurück.
Im Ersten Weltkrieg diente Charcot zunächst als Marinearzt, später befehligte er ein Q-Schiff. In den Nachkriegsjahren unternahm er zu wissenschaftlichen Zwecken jährlich Schiffsreisen in verschiedene Teile des Atlantiks. 1925 erfuhr er auf Jan Mayen, dass der Kontakt zur dänischen Ostgrönlandexpedition von Bjerring Petersen verloren gegangen war. Am Nordufer des Scoresbysunds (Kangertittivaq) fand er die Expedition, deren Teilnehmer wohlauf waren, mit Ausnahme Petersens, nach dessen Tod der Funkkontakt abgerissen war, weil keiner der sechs anderen das Morsealphabet beherrschte. Da seine Hilfe nicht gebraucht wurde, nutzte Charcot die Gelegenheit, um in Jamesonland Fossilien zu sammeln. Bis 1936 widmete er sich nun der Erforschung Ostgrönlands. Besonders häufig besuchte er Scoresbysund (Ittoqqortoormiit), das deshalb auch als Standort für die französische Station im Zweiten Internationalen Polarjahr 1932–1933 ausgewählt wurde. Nachdem er die Stationsmannschaft abgesetzt hatte, besuchte er 1932 gemeinsam mit Lauge Koch die Insel Milne Land. Im folgenden Jahr brachte er die dreiköpfige Cambridge East Greenland Expedition zum Hurry-Fjord (Kangerterajiva) und holte die französischen Forscher aus Scoresbysund nach Hause.
Im September 1936 geriet er mit der Pourquoi Pas? vor Island in einen schweren Sturm. Das Schiff lief auf den Hnokki-Felsen am Eingang des Borgarfjörður (Lage) und sank. Charcot und 39 Männer der Besatzung starben, nur der Steuermann Eugène Gonidec konnte gerettet werden. Die Körper der meisten Männer, darunter der von Charcot, wurden an den nächsten Tagen angespült. Sie wurden Anfang Oktober nach Frankreich überführt. Später gefundene Leichen wurden auf dem Friedhof in Reykjavík begraben.

## Ehrungen

### Charcot als Namensgeber
Die Charcot Cove, eine Bucht an der Ostküste des Viktorialandes, die Charcot-Bucht in Grahamland, die Tiefseeformation Charcot Fan vor der Küste des Ellsworthlandes, der Charcot-Canyon westlich der Antarktischen Halbinsel, das Kap Charcot auf der Melba-Halbinsel, der Charcot-Gletscher am Beerenberg auf Jan Mayen und die ehemalige (1957 bis 1960) Charcot-Station im Landesinneren des Adélielandes sind nach ihm benannt. In Ostgrönland tragen der Gebirgszug Charcot Fjelde, die Bucht Charcot Havn, der Charcot Gletsjer und das Charcot Land seinen Namen.
Ein 1965 in Dienst gestelltes, ehemals französisches Forschungsschiff trägt den Namen Jean-Charcot. Die französische Kreuzfahrtreederei Compagnie du Ponant benannte ihr Kreuzfahrtschiff Le Commandant Charcot nach ihm.

### Das Charcot-Museum
Am Forschungszentrum für Meeresbiologie von Reykjanes in Sandgerði wurde am 25. Februar 2007 ein Museum für Jean-Baptiste Charcot eröffnet. Darin werden sein Leben als Entdecker sowie seine engen Beziehungen zu Island gewürdigt. Ausgestellt werden ein Modell der Pourquoi-Pas?, Originalgegenstände, die Charcot gehört haben, sowie Papiere, Gemälde, Fotos u. a.

### Mitgliedschaften
1926 wurde er in die Académie des sciences gewählt.

## Werke
- Le „Français“ au pôle Sud, 1906
- Le „Pourquoi pas?“ dans l’Antarctique 1908–1910, 1911
- Autour du pôle Sud, 1912 (deutsch Rund um den Südpol)
- Christophe Colomb vu par un marin, 1928
- La Mer du Groenland, 1929
- La Navigation mise à la portée de tous. Manuel pratique de navigation estimée et observée (mit Georges Clerc-Rampal), 1931
- Jean Charcot. Voyages aux îles Feroë, 1934

## Dokumentationen
- Pionier der Arktis – Jean-Baptiste Charcot. 87-minütige Fernsehdokumentation von Marc Jampolsky (Arte, Frankreich 2016).